# Inga Pūliņa
Inga Pūliņa (* 23. Mai 1979 in Riga, heute Inga Ikauniece) ist eine ehemalige lettische Volleyball- und Beachvolleyballspielerin.

## Karriere
Pūliņa bildete von 2000 bis 2004 ein Duo mit Inguna Minusa. 2001 schieden Pūliņa/Minusa bei der Weltmeisterschaft in Klagenfurt ohne Satzgewinn aus. Bei der anschließenden Europameisterschaft in Jesolo mussten sie sich den deutschen Paaren Kaup/Pavlicek und Friedrichsen/Müsch geschlagen geben. 2002 erreichten sie als Neunte der Maoming Open erstmals ein Top-Ten-Ergebnis und belegten den 13. Platz bei der EM in Basel. 2003 in Alanya kamen sie ebenso wie 2004 in Timmendorfer Strand als Gruppendritte ins Achtelfinale. Dort verloren gegen die Deutschen Ahmann/Vollmer. Mit dem 17. Platz bei den Mailand Open endete zunächst ihre gemeinsame Karriere. Nach ihrer Hochzeit war Ikauniece zunächst nur im Hallenvolleyball bei VK Ropaži-MSĢ als Zuspielerin und Libera aktiv. Seit 2011 spielt sie wieder an der Seite von Minusa Beachvolleyball. Bei der WM 2013 in Stare Jabłonki schieden Minusa/Ikauniece sieglos nach der Vorrunde aus.